# Wagony KPS nr 1–5 (tramwaje w Brnie)
Wagony KPS nr 1–5 – typ dwuosiowego tramwaju dwukierunkowego, wytwarzanego w zakładach Brünn-Königsfelder Maschinenfabrik Lederer & Porges w Královo Polu w 1903 r. dla brneńskiego przewoźnika Společnost brněnských elektrických pouličních drah. Tramwaje te powiększyły tabor wagonów elektrycznych eksploatowanych w Brnie. Seria pięciu wagonów o numerach taborowych z zakresu 1–5 dołączyła do wcześniej zakupionych tramwajów silnikowych nr 1–41 z lat 1899 i 1900, które wyprodukowano w zakładach w Grazu. W 1904 r. dostarczono dwa podobne tramwaje nr 6 i 7.

## Historia
Eksploatację tramwaju elektrycznego w Brnie rozpoczęto 21 czerwca 1900 r. Trasy obsługiwały nowe wówczas tramwaje zakupione z Grazu w latach 1899–1900. Długość wszystkich zelektryfikowanych torowisk wynosiła 10 274 m. Rozpoczęto planowanie rozbudowy brneńskiej sieci tramwajowej: zakładano budowę tras dla projektowanych pięciu nowych linii tramwajowych. Ten projekt został zrealizowany w latach 1900–1906. Po jego zakończeniu długość torowisk tramwaju elektrycznego wzrosła do 11 933 m.
Z powodu rozwoju napędu elektrycznego na przełomie XIX i XX w. konie pociągowe stały się zbędne. Tramwajowe lokomotywy parowe zaczęto natomiast wycofywać z ulic miasta z powodu wytwarzanych przez nie zanieczyszczeń. Z tychże powodów nastała konieczność zastąpienia tramwajów konnych i parowych nowymi tramwajami wyposażonymi w napęd elektryczny. Brneńskie wagony parowe oraz konne mogły kursować jedynie jako doczepy. Dlatego też w końcu XIX w. zakupiono nowe wagony silnikowe nr 1–41 w Grazu. Jednak starsze wagony i te nowo zakupione w dalszym ciągu nie były w stanie zaspokoić zapotrzebowania przedsiębiorstwa wobec zwiększającej się liczby linii tramwajowych, dlatego przedsiębiorstwu Lederer & Porges powierzono wyprodukowanie serii pięciu nowych wagonów silnikowych.

## Konstrukcja
Nadwozie przypominało z wyglądu to, w które wyposażono tramwaje z lat 1899–1900, jednak w porównaniu z nim było solidniejsze i cięższe. Konstrukcję nadwozia tworzyła siatka ze stali walcowanej oraz drewno; dolne części boków wagonu obłożono deskami. Dach wraz z nadbudówką wykonano z desek pokrytych płótnem. W przedziale pasażerskim zamontowano tapicerowane siedzenia w układzie 2+1. Nadwozie zamontowano na dwuosiowym wózku napędzanym silnikami typu GE 58 o mocy 25,74 kW (35 KM). Nastawniki B 6-8 umożliwiały ustawienie 9 stopni jazdy oraz 7 stopni hamowania hamulcem elektrodynamicznym. Rezystory wchodzące w skład układu regulacji mocy silników umieszczono pod podłogą. Wnętrze oświetlone było lampami elektrycznymi. Fabrycznie tramwaje wyposażono w odbieraki pałąkowe, wymienione w latach 30. XX w. na lirowe. Pierwotnie tramwaje otrzymały barwy ciemnobrązowe, zastąpione w latach 1906–1910 biało-czerwonymi. W porównaniu do tramwajów z Grazu, mających niezabudowane platformy wejściowe, tramwaje nr 1–5 otrzymały zdejmowane szyby przednie, które jednak usunięto przed wprowadzeniem do służby liniowej. W ciągu następnej dekady wszystkie tramwaje tej serii zyskały zamykane platformy wejściowe, a rozmieszczenie siedzeń we wnętrzu zmieniono poprzez montaż ławek wzdłuż ścian bocznych.

## Dostawy
W 1903 r. wyprodukowano 5 wagonów tego typu.
| Państwo        | Miasto         | Lata dostaw    | Liczba | Numery taborowe |       |
| -------------- | -------------- | -------------- | ------ | --------------- | ----- |
| Austro-Węgry   | Brno           | 1903           | 5      | 1–5             | [ 4 ] |
| Łączna liczba: | Łączna liczba: | Łączna liczba: | 5      |                 |       |

## Eksploatacja

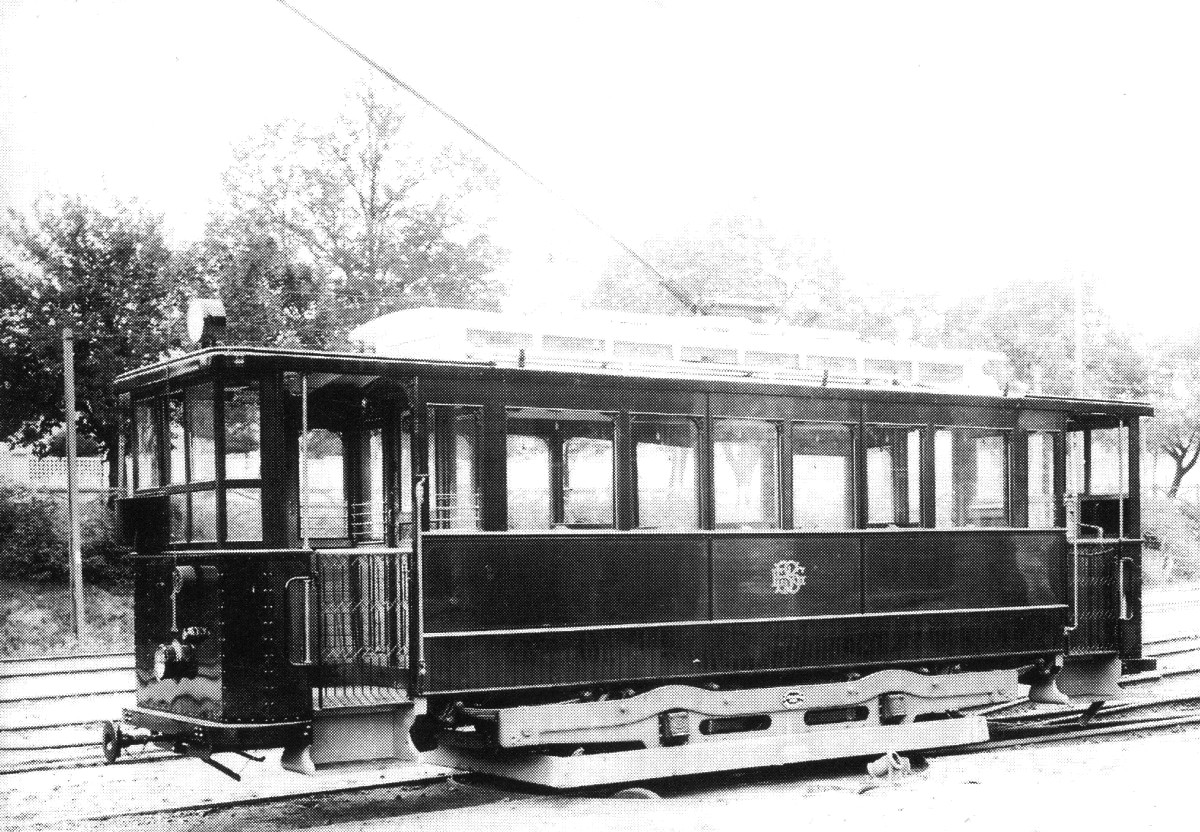
Tramwaj nr 1 w 1903 r. krótko po jego wyprodukowaniu

Wagony KPS nr 1–5 wprowadziły większy komfort podróży i mniejsze zanieczyszczenie powietrza. Wszystkie egzemplarze wprowadzono do ruchu liniowego 1903 r., kiedy to nadano im numery z zakresu 1–5 (jednocześnie wagony Graz nr 1–5 przenumerowano na 42–46). Większość tramwajów tego typu z powodu mniejszej pojemności i wyeksploatowania odstawiono w 1930 r.; w ruchu liniowym pozostał jedynie tramwaj nr 5, pozostałe dołączyły do taboru technicznego. Po roku 1939 wagony nr 1, 3 i 4 przywrócono do przewozu pasażerów; z powodu zmiany profilu produkcyjnego fabryk z przemysłu lekkiego na ciężki, mających wytwarzać broń na potrzeby III Rzeszy, nie były możliwe dostawy nowych tramwajów. Wagony KPS obsługiwały zazwyczaj linię nr 5. Po zakończeniu II wojny światowej wagony o numerach 1 i 5 stały się wagonami technicznymi, zatem w ruchu liniowym pozostały jedynie tramwaje nr 3 i 4. W 1950 r. doszło do zmiany numeracji taboru: tramwajom nr 3 i 4 nadano numery 1 i 2, a służbowym nr 1, 2 i 5 numery 500–502. Dwa ostatnie tramwaje KPS kursowały po brneńskich torowiskach do 1954 r., kiedy to zostały wycofane w związku z dostawą nowych tramwajów typu 4MT.
Służbowe tramwaje w 1963 r. otrzymały nowe numery zaczynające się od liczby 800. Nowe numery taborowe nadano wagonom nr 501 i 502, a tramwaj nr 500 odstawiono z zamiarem przeznaczenia go do celów muzealnych. W 1964 r. wycofano wagon nr 801. W 1967 r. odstawiono ostatni tramwaj nr 802 (wcześniej nr 5), a jego wózek wykorzystano przy remoncie tramwaju nr 6 (z serii 6–7).
W 1964 r. brneński przewoźnik Dopravní podnik města Brna planował przekazanie odstawionego tramwaju nr 500 dla Muzeum Techniki w Brnie, jednak ostatecznie tramwaj pozostał w zajezdni Pisárky. W związku z przygotowaniami do obchodów 100-lecia transportu miejskiego w Brnie, które miało się odbyć w 1969 r., tramwaj nr 500 został odnowiony w pierwszej połowie 1969 r. Przywrócono mu wygląd z lat 1903–1906 oraz numer 1. Tramwaj nr 1, wraz z pozostałymi wyremontowanymi wagonami historycznymi, przekazano w 1971 r. dla Muzeum Techniki w Brnie.